# Voie verte Condé-sur-Huisne-Alençon
 (juin 2016).
Si vous disposez d'ouvrages ou d'articles de référence ou si vous connaissez des sites web de qualité traitant du thème abordé ici, merci de compléter l'article en donnant les références utiles à sa vérifiabilité et en les liant à la section « Notes et références ».
La voie verte Condé-sur-Huisne-Alençon, réalisée sur une ancienne voie ferrée, est un élément de la véloroute Paris-Mont-Saint-Michel, la Véloscénie.
Ouverte en juin 2010, cette voie verte de 67 km permet de découvrir le Perche par les vallées de l’Huisne et de la Sarthe. 

## Historique
Ouverte en 1873, fermée au service-voyageurs en 1953, au transport des marchandises en 1990, déclassée et rétrocédée au département par Réseau Ferré de France en 2001, l’ancienne voie ferrée reliant Condé-sur-Huisne à Alençon se perdait dans les broussailles.
Le projet de voie verte a été lancé en juillet 2004 avec la création du syndicat mixte d’aménagement sous l’impulsion de Jean-Pierre Gérondeau, maire de Condé-sur-Huisne.
Le département de l'Orne a rétrocédé en juillet 2004 l’ancienne ligne de chemin de fer au syndicat mixte, une étude de faisabilité a été réalisée en juillet 2006, le projet labellisé Pôle d’excellence rurale en décembre 2006.
La ligne a été débroussaillée en 2008 et les travaux réalisés en 2009.
La voie verte a été inaugurée le 13 juin 2010 
Cette réalisation a coûté 4 millions d'euros et a impliqué six communautés de communes et les deux parcs naturels régionaux Normandie Maine et Perche, fonds départementaux, régionaux et européens.

## Parcours
Le parcours se déroule dans le parc naturel régional du Perche et dans le parc naturel régional de Normandie Maine.
Les principales localités desservies sont Dorceau, Rémalard, Boissy-Maugis, Mauves, Corbon, Mortagne-au-Perche, La Mesnière, Le Mêle-sur-Sarthe et Valframbert. La voie passe à proximité des massifs forestiers  de Réno-Valdieu à mi-parcours et de Bourse près d'Alençon, ainsi que de plusieurs manoirs historiques, notamment le manoir de la Vove.
La voie verte est bordée de haies sur une grande partie du parcours, ce qui offre l'avantage de l'ombrage en été avec l'inconvénient d'une vision assez limitée des paysages environnants.
Un arrêt-détente est possible à la base de loisirs du Mêle-sur-Sarthe avant de rejoindre la ville d’Alençon, cité de Sainte Thérèse et de la Dentelle. 
Cette voie verte qui fait partie de véloroute Paris-le Mont-Saint-Michel  Véloscénie, se prolonge à l’est par une véloroute sur routes secondaires en provenance de Chartres par Illiers-Combray et Nogent-le-Rotrou, à l’ouest par un parcours également sur voies à faible circulation  pour rejoindre la voie verte Domfront–Pontaubault vers la baie du Mont-Saint-Michel. 

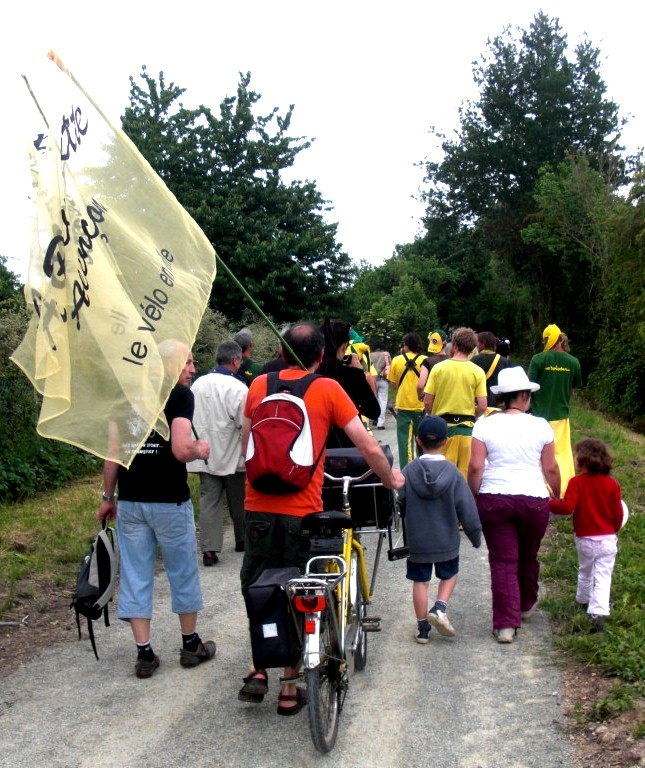
L’inauguration en 2010.
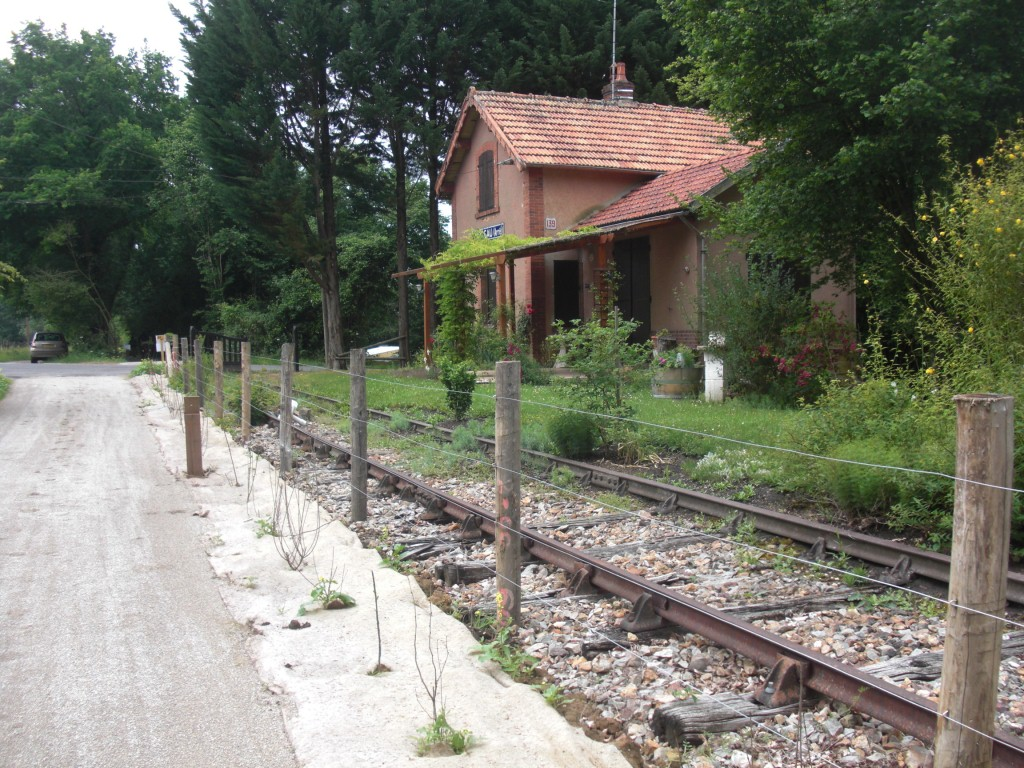
Vestige de l’ancienne voie ferrée.
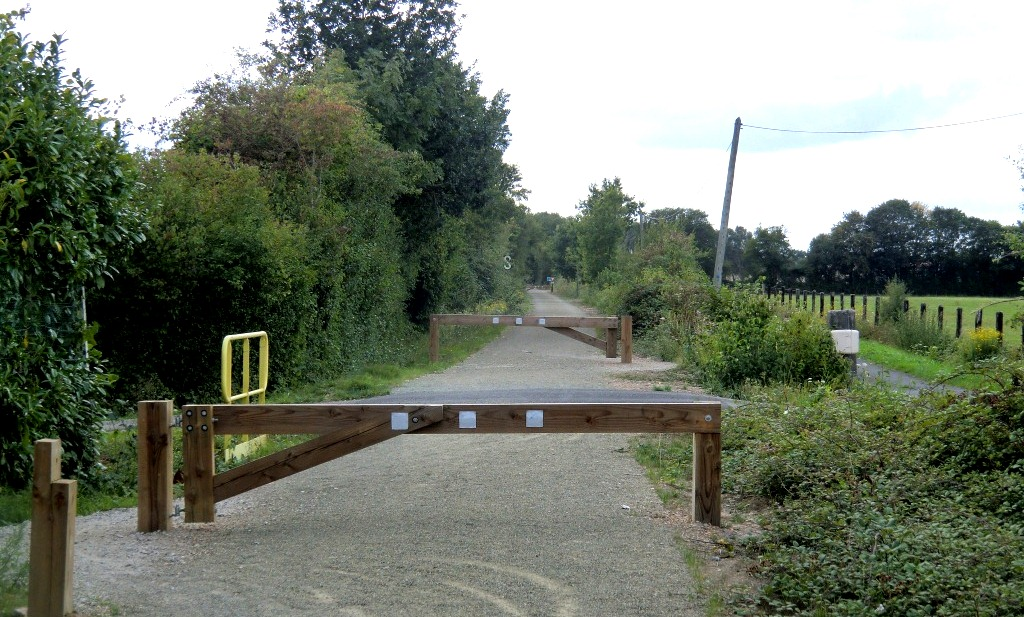
Barrières entre Le Mêle et Alençon.
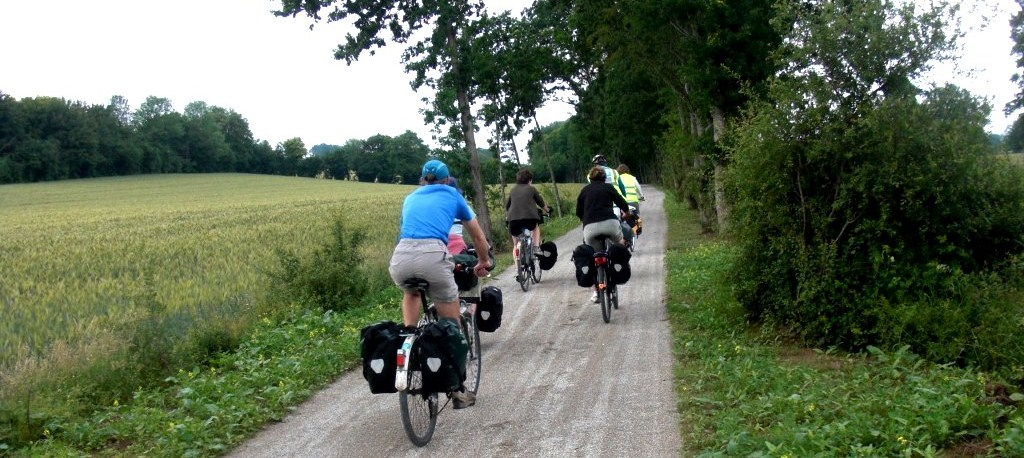
Groupe de randonneurs.
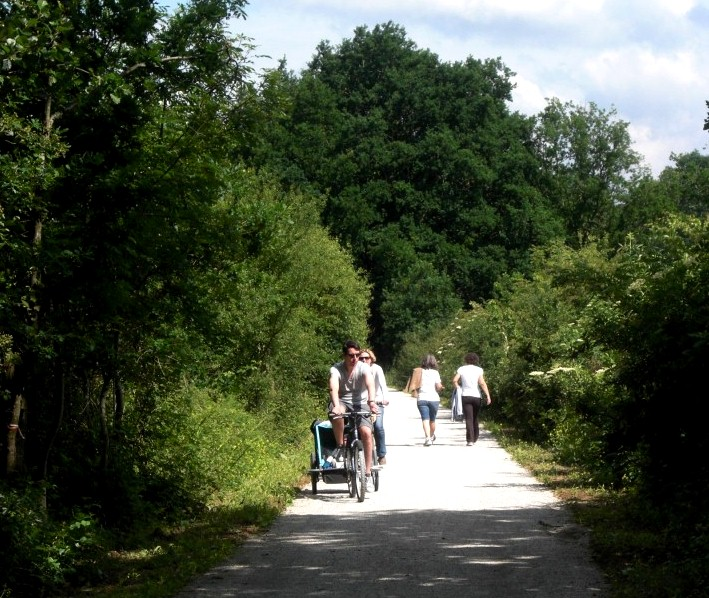
Cycliste avec remorque.

## Caractéristiques techniques
Le revêtement de la voie verte en sable compacté  permet la circulation des vélos de type VTC mais non des rollers. 
Une section de 30 km est autorisée à la circulation des cavaliers au pas, mais non des attelages.